# Dreieck-Grasmotteneulchen
Das Dreieck-Grasmotteneulchen (Pseudeustrotia candidula) ist ein Schmetterling (Nachtfalter) aus der Familie der Eulenfalter (Noctuidae).

## Merkmale
Die Falter erreichen eine Flügelspannweite von 23 bis 26 Millimetern. Die Falter der zweiten und ev. dritten Generation sind im Durchschnitt etwas kleiner. Auch die Weibchen sind im Durchschnitt etwas kleiner als die Männchen. Ihre Vorderflügel sind in der Grundfarbe weiß bis leicht rosa mit einem schwarzbraunen, dreieckigen Fleck am Kostalrand, der sich vom Mittelfeld über die äußere Querlinie bis ins Saumfeld erstreckt. Dieser große dreieckige Fleck schließt die Nierenmakel mit ein sowie einige kleine helle Flecken und einige schwarze Striche. Ein weiterer dunkler Fleck sitzt im Wurzelfeld der Vorderflügel ebenfalls am Kostalrand. Ein weiterer, häufig undeutlicher, hellbrauner Fleck befindet sich am Innenrand des Mittelfeldes. Typisch sind außerdem zwei gewellte, dunkel gezeichnete Querlinien (innere und äußere Querlinie). Gelegentlich ist auch eine undeutliche Wellenlinie zu erkennen. Die Hinterflügel sind weißlich oder grau mit einem braunen Anflug am Flügelvorderrand. Sie weisen eine undeutliche äußere Querlinie und eine Diskalfleck auf.
Das Ei ist halbkugelig mit kräftigen, stark gezackten Längsrippen. Es ist schmutzig orangefarben und weist rotbraune Rippen auf.
Die Raupen sind grün gefärbt, die Segmenteinschnitte gelblich. Die Rückenlinie und die Nebenrückenlinien sind dunkel gezeichnet, die Seitenlinien dagegen grünlich und weiß eingefasst. Der Kopf ist grünlich gefärbt.
Die Puppe ist gelbbraun gefärbt, der Kremaster besitzt eine dünne Spitze.

## Geographische Verbreitung und Vorkommen
Das Verbreitungsgebiet erstreckt sich lückenhaft von den Pyrenäen, über Mittel- und Südosteuropa  und ins europäische Russland hinein (im Norden bis ins Gebiet von St. Petersburg). In den atlantischen Küstenregionen von Frankreich, Belgien und den Niederlanden sowie den Britischen Inseln fehlt die Art bis auf sehr kleine Vorkommen weitgehend. 2009 wurde sie erstmals in wenigen Exemplaren in den Niederlanden und in Belgien nachgewiesen. Sie fehlt ebenfalls weitgehend auf der Iberischen Halbinsel (mit Ausnahme der spanischen Pyrenäen) und den Mittelmeerinseln. Auf der Iberischen Halbinsel scheint sie aber ebenfalls in Ausdehnung begriffen zu sein. Im Norden des Areals kommt sie in Dänemark und dem südlichen Fennoskandien und im Baltikum vor. Im Osten reicht das Verbreitungsgebiet über Kleinasien und das mittlere Russland bis ins Kaukasusgebiet und den Ural; von dort weiter nach Iran, Zentralasien, West- und Südsibirien, die Mongolei, Nordchina, die Koreanische Halbinsel und Japan.
Die Art ist ein typischer Bewohner von offenen, warmen Graslandschaften, Feldern und Gärten sowie Waldrändern und Lichtungen. Sie kommt vom Flachland bis in die Hügelstufe der Mittelgebirge vor. In den Alpen steigt sie auf etwa 1000 Meter an.

## Lebensweise
Die Art bildet ein oder zwei Generationen im Jahr, wobei in Mitteleuropa eine zweite Generation nur in klimatisch günstigen Regionen erscheint. Die Falter fliegen von Ende Mai bis Mitte Juli und von August bis September. Selten soll noch eine dritte Generation erscheinen. Die Tiere sind überwiegend tagaktiv, fliegen aber auch nachts und kommen gelegentlich auch ans Licht. Sie saugen an Blutweiderich (Lythrum salicaria ). Die Raupen sind von August bis Oktober (erste Generation) und im Juli (zweite Generation) anzutreffen. Die Raupen fressen vor allem an Kleinem Sauerampfer (Rumex acetosella), Schlangen-Knöterich (Polygonum bistorta) und anderen niederen Pflanzen. Fibiger und Hacker nennen die Arten der Gattung Winden (Convolvus) als hauptsächliche Raupennahrungspflanzen. Die Puppe überwintert.

## Gefährdung
Die Art steht in Deutschland auf der Roten Liste und gilt als stark gefährdet. In einigen deutschen Bundesländern ist die Art als ausgestorben oder verschollen eingestuft. In Thüringen wurde sie erst vor kurzem nach über 100 Jahren wieder nachgewiesen. In Sachsen-Anhalt wurde die Art ebenfalls nach längerer Unterbrechung wieder aufgefunden.

## Systematik und Taxonomie
Die Art wurde 1775 von Michael Denis und Johann Ignaz Schiffermüller als Noctua candidula erstmals wissenschaftlich beschrieben. Die Typlokalität ist die Gegend um Wien, die Typen sind verloren gegangen. Noctua pusilla Vieweg, 1790 ist ein jüngeres Synonym. Die früher als Unterart betrachtete Eustrotia candidula leechiana Bryk, 1949 von der koreanischen Halbinsel wurde wieder in die Nominatunterart einbezogen.